# Eventuality (Alarum)
Eventuality is het tweede album van Alarum, uitgebracht in 2004 door Willowtip.

## Track listing
1. Velocity – 3:18
2. Sustained Connection – 3:30
3. Lost Pleiad – 1:14
4. Receiver – 3:30
5. Inertial Grind – 3:02
6. Cygnus X-1 – 2:13
7. Throughout the Moment – 3:31
8. Woven Imbalance – 2:53
9. Boundless Intent (Part 1) – 1:16
10. Boundless Intent (Part 2) – 2:48
11. Subject to Change – 3:22
12. Event Duality – 2:13
13. Audio Synthesis – 1:07
14. Reconditioned – 4:22

## Band
- Mark Palfreyman - Zanger / Bassist
- Scott Young - Gitarist
- Mark Evans - Gitarist
- Matthew Racovalis - Drummer